# 프랑스 상원의장
상원의장(프랑스어: Président du Sénat)은 프랑스 의회의 상원인 세나의 수반이다.
프랑스에서 상원의장은 대통령, 총리에 이어 국가 의전서열 3위로, 프랑스 하원의 수반인 국민의회 의장보다 서열이 높다. 상원의장은 주요 임명권을 지니고 있다.
상원의장은 상원 본회의를 주관하며, 여러 입법 절차에 영향을 끼칠 수 있다. 상원의장은 상원과, 입법 작업의 조직을 맡는 의장회의를 주관한다. 프랑스 상원의장은 "고원(le plateau)"이라는 별명으로도 불린다.
현 상원의장은 제라르 라르셰이다.

## 선거
상원의장은 상원의 구성이 바뀔 때마다, 즉 3년마다, 상원의원들이 자신들 가운데서 선출한다. 상원의장이 새로 뽑히기 전까지는 상원의원들 가운데 최고령자(doyen)가 본회의를 주관한다. 상원의장이 뽑히고 나서는 새로 선출된 상원의장이 즉시 남은 본회의를 주관한다. 상원의원 가운데 최고령자와 가장 젊은 6명의 상원의원으로 구성된 "연령부(bureau d’âge)"는 상원 비밀투표를 주관한다.
임기 동안 상원의장은 선출된 즉시 자신이 지명한 25명의 상원의원들로부터 보좌를 받는다. 이들은 상원부(bureau du Sénat)를 구성한다.

## 역할 및 권한
상원의장의 역할은 상원 대표 및 상원에서의 토론 관리가 있다. 상원의장은 여타 정치집단 및 위원회 의장들이 모인 의장회의를 주관하며, 본회의 안건을 설정하는 직무를 맡는다. 대통령이 국회를 해산하거나 특별권한을 실행하고자 할 때는 상원의장과 반드시 상의해야 한다. (헌법 16조)
상원의장은 대통령 공석 시 권한 대행을 맡는다. 허나 국민투표 요구, 국회 해산, 헌법 개정안 요구에 대한 권한은 없다. 권한 대행은 대통령이 새로 뽑힐 때까지 계속된다. (헌법 7조) 이 같은 상황은 지금까지 두 번 있었는데, 샤를 드 골이 사임한 1969년과 조르주 퐁피두가 급사한 1974년에 상원의장이 권한 대행을 맡았다. 두 번 모두 당시 상원의장이던 알랭 포에르가 권한 대행을 맡았다. 이 권한 대행 시기 동안 상원의장은 국가 의전서열 1위였다.
상원의장은 다음 각료를 임명한다.
- 총 9명의 헌법평의회 각료 중 3명
- 총 6명의 최고사법평의회 각료 중 2명
- 총 7명의 전자통신및우편규제위 각료 중 2명
- 총 7명의 철도업규제위 각료 중 1명
- 총 3명의 금융위원회 각료 중 1명
- 총 7명의 시청각최고위원회 각료 중 3명
- 총 9명의 교육고등위원회 각료 중 2명
- 총 5명의 원자력안전위 위원 중 1명

## 프랑스 상원의장 명단
프랑스 제5공화국의 초대 상원의장은 이전 제4공화국에서 1947년부터 1958년까지 상원(Conseil de la République) 의장을 역임했던 가스통 모네르빌로, 1958년부터 1968년까지 상원의장으로 재임했다. 이후 알랭 포에르가 1968년부터 상원의장직을 이어받았다.